# إدوين ماكين
إدوين ماكين (بالإنجليزية: Edwin McCain) هو عازف قيثارة وموسيقي ومغن مؤلف وملحن ومغني أمريكي، ولد في 20 يناير 1970 في غرينفيل في الولايات المتحدة.

## وصلات خارجية
- الموقع الرسمي
- إدوين ماكين على موقع IMDb (الإنجليزية)
- إدوين ماكين على موقع ميوزك برينز (الإنجليزية)
- إدوين ماكين على موقع إن إن دي بي (الإنجليزية)
- إدوين ماكين على موقع أول ميوزيك (الإنجليزية)
- إدوين ماكين على موقع ديسكوغز (الإنجليزية)